# نطاق حر

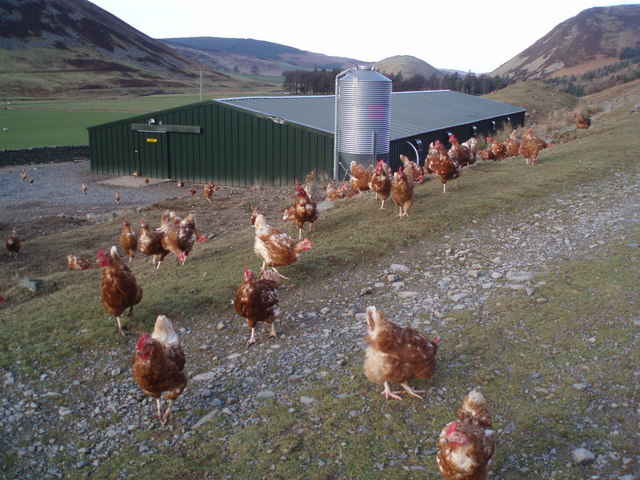
دجاج تجاري تتم تربيته بطريقة النطاق الحر

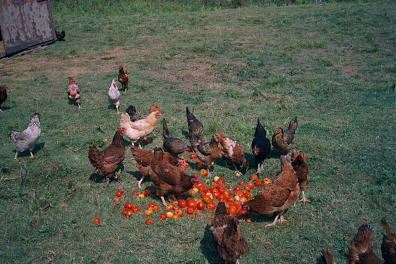
قطيع صغير من دجاج النطاق الحر المختلط يتم إطعامه في مكان مفتوح.

النطاق الحر هو مصطلح يشير إلى طريقة الزراعة وتربية الحيوانات حيث يمكن أن تتحرك الحيوانات بحرية بحثًا عن الغذاء، بدلاً من حبسها في مكان مغلق.
وفي العديد من المزارع، تكون منطقة النطاق الخارجي محاطة بسور، وبالتالي، تصبح تلك المنطقة من الناحية الفنية منطقة مغلقة، ولكن، غالبًا ما توفر أنظمة النطاقات المفتوحة الفرصة للحركة المكثفة وضوء الشمس المكثف، وهو ما لا يمكن التحصل عليه من خلال أنظمة التسكين في الأماكن المغلقة. ويمكن أن يسري مصطلح النطاق الحر على اللحوم والبيض أو مزارع إنتاج الألبان.
ويستخدم هذا المصطلح بمعنيين لا يتداخلان بشكل كامل: كوصف يتركز على المزارع لأساليب تربية الحيوانات، وكوصف يركز على العميل لتلك الأساليب. وهناك نوع من أنواع الوجبات التي يتناول فيها من يمارس هذا النوع اللحوم من مصادر النطاق الحر التي يطلق عليها اسم حيواني الطعام، وهو نوع من أنواع أشباه النباتيين.
في تربية المواشي، يسمح للماشية التي تتم تربيتها بطريقة النطاق الحر بالتجوال دون أن يتم حبسها، مقارنة بالمراعي المحاطة بالأسوار. وفي العديد من الاقتصادات القائمة على الزراعة، تعد الماشية التي تتم تربيتها بطريقة النطاق الحر شائعة إلى حد كبير.

## معلومات تاريخية

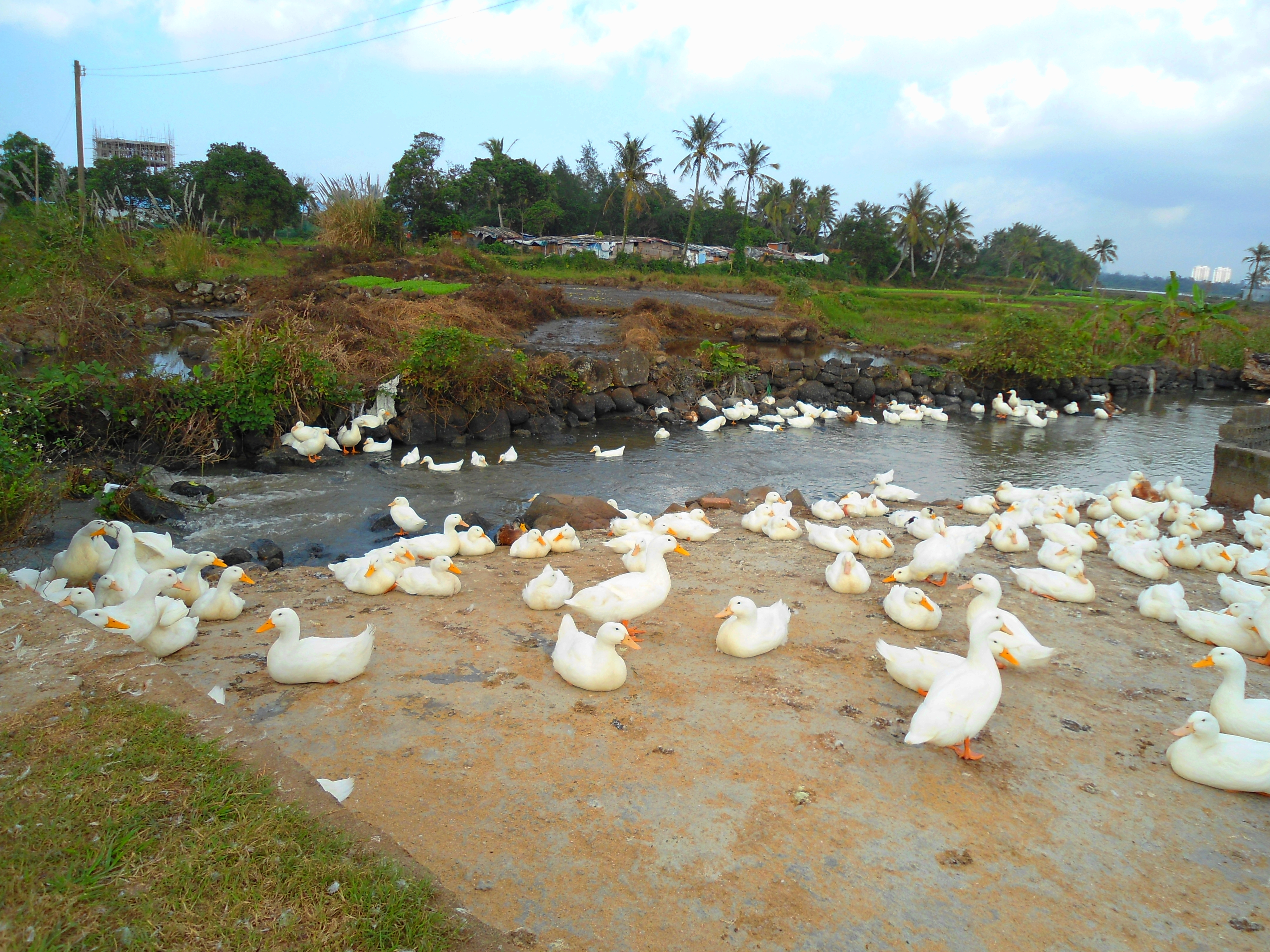
بط تتم تربيته بطريقة النطاق الحر في محافظة هاينان، بالصين

إذا سمحنا «للنطاق الحر» بأن يشتمل على «الرعي»، فإن طريقة النطاق الحر كانت طريقة نموذجية لتربية الحيوانات على الأقل حتى تطوير السلك الشائك وسلك الدواجن. وقد صعب الفهم الضعيف بصفة عامة للتغذية والأمراض قبل القرن العشرين من تربية العديد من أنواع الماشية بدون منحها القدرة على الحصول على وجبات غذائية متنوعة، وقد كانت العمالة اللازمة للإبقاء على الماشية في المنطقة المغلقة ونقل كل الأطعمة إليها أمورًا تقييدية باستثناء الحيوانات التي تدر أرباحًا ضخمة، مثل الأبقار الحلوب.
وفي حالة الدواجن، كانت طريقة النطاق الحر هي النظام المسيطر حتى اكتشاف الفيتامين أ وفيتامين د في العشرينيات من القرن العشرين، مما سمح بحبس الدواجن بشكل ناجح على نطاق تجاري. وقبل تلك الفترة، كانت الخضروات وضوء الشمس (اللازمة للحصول على فيتامين د) ضرورية لتوفير المحتوى اللازم من الفيتامينات. وقد تمت تربية بعض القطعان الكبيرة في المراعي في الخمسينيات من القرن العشرين. وقد أدى علم التغذية إلى زيادة استخدام الأماكن المغلقة لأنواع الماشية الأخرى إلى حد كبير بنفس الطريقة.

## الولايات المتحدة
في الولايات المتحدة، تسري لوائح النطاق المفتوح في وزارة الزراعة الأمريكية (USDA) فقط على الدواجن، وتشير إلى أنه تم السماح للحيوان بالتواجد في الأماكن المفتوحة. ولا تحدد لوائح وزارة الزراعة الأمريكية جودة أو حجم المناطق المفتوحة ولا المدة الزمنية التي يجب أن يتواجد فيها الحيوان في المناطق المفتوحة.
ويستخدم المصطلح «النطاق المفتوح» بشكل رئيسي كمصطلح للتسويق بدلاً من كونه مصطلحًا لتربية الحيوانات، مما يعني شيئًا من نوعية «الكثافة المنخفضة للتربية» و«التربية في المراعي» و«التغذية على العشب» و«التربية على الطريقة القديمة» و«التربية على الطريقة البشرية» وما إلى ذلك.
وقد تم تقديم اقتراحات لتنظيم وزارة الزراعة الأمريكية للملصقات التي تظهر على المنتجات للإشارة إلى أنها تمت تربيتها بطريقة النطاق المفتوح في الولايات المتحدة. وحاليًا، يتم تقرير ما يحدد تربية الحيوان بطريقة النطاق الحر بشكل كامل من خلال مُنتج هذا المنتج.

### الدواجن التي تتم تربيتها بطريقة النطاق الحر
فيما يتعلق بتربية الدواجن، يتم الخلط بشدة بين «النطاق المفتوح» والتربية في الساحات، والتي تعني الإبقاء على الدواجن في ساحات محاطة بأسوار. والتربية في الساحات، مثلها في ذلك مثل حظائر الدجاج المحمولة بدون أرضيات («جرارات الدجاج»)، يمكن أن توفر بعض مميزات تربية الماشية بطريقة النطاق الحر، وفي الواقع، لا يتشابه هذان الأسلوبان مع طريقة النطاق الحر إلا في أقل القليل.
وربما يكون التعريف السلوكي للنطاق الحر هو الأكثر فائدة، وهو: «الإبقاء على الدواجن داخل سياج يحد من حركتها إلى أقل المستويات». ولهذا التعريف تداعيات عملية. على سبيل المثال، حسب رأي جول «يبدو أن أفضل طريقة من ناحية الفاعلية لمنع الوحشية هي إعطاء الطيور نطاقًا مفتوحًا من العشب». وقد تم اختبار طريقة إزالة المناقير لمنع توحش الطيور التي لا تتم تربيتها بطريقة النطاق الحر، ويمكن رؤية الحاجة إلى إزالة المناقير على أنها بمثابة اختبار صبغة دوار الشمس حول ما إذا كانت البيئة التي تعيش فيها الدواجن «تشبه طريقة النطاق الحر» بشكل كافٍ أم لا.

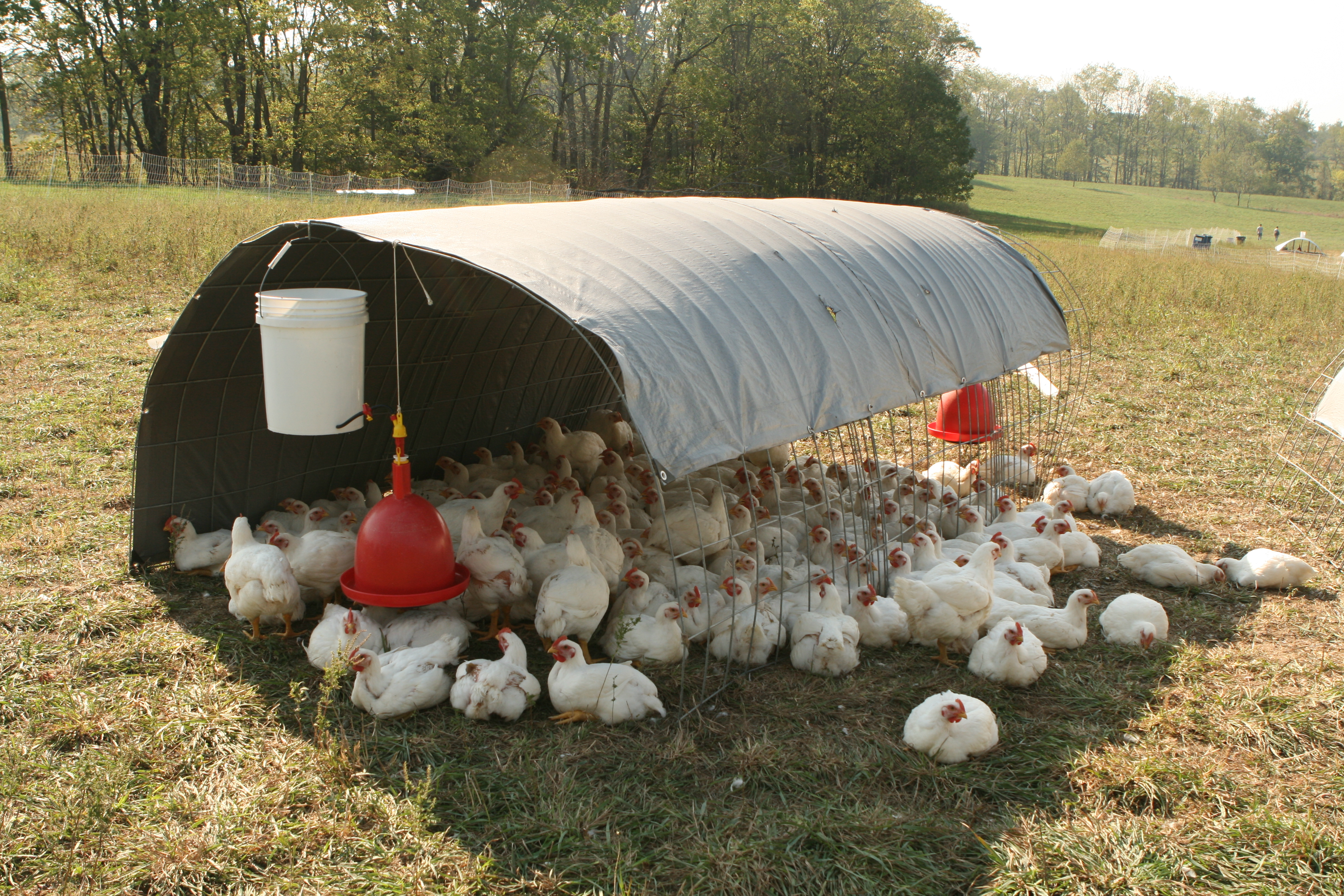
دواجن لحوم تتم تربيتها بطريقة النطاق الحر تسعى إلى التظلل في مزرعة في الولايات المتحدة